# Rolf M. Zinkernagel
Rolf Martin Zinkernagel, švicarski imunolog, patolog in akademik, nobelovec, * 6. januar 1944, Riehen, Basel-Stadt, Švica.
Leta 1996 je skupaj z avstralskim imunologom Petrom Dohertyjem prejel Nobelovo nagrado za fiziologijo ali medicino za odkritja o specifičnosti celično posredovanega imunskega odziva organizma.

## Življenje in delo
Odraščal je v rojstni vasi Riehen blizu Basla. Po srednji šoli je vpisal študij medicine na Univerzi v Baslu, kjer je tudi spoznal svojo bodočo ženo Kathrin, a ga klinična praksa ni pritegnila, zato se je preusmeril v biomedicino in se na tem področju usposabljal na univerzah v Baslu, Zürichu in Lausanni. V tem času se je začel ukvarjati z imunologijo. Leta 1973 je dobil položaj raziskovalca na Avstralski narodni univerzi v Canberri, kamor se je preselil z družino. Tu je pričel sodelovati s takratnim podoktorskim raziskovalcem Petrom Dohertyjem in vpisal doktorski študij.
Z Dohertyjem sta raziskovala delovanje celic ubijalk oz. citotoksičnih limfocitov T in njihovo vlogo pri limfocitnem horiomeningitisu, virusni bolezni miši. S serijo poskusov sta razkrila vlogo poglavitnega histokompatibilnostnega kompleksa (MHC) pri celično posredovanem imunskem odzivu - odkrila sta, da mora celica ubijalka prepoznati dva signala: celici lastno molekulo MHC in hkrati še virusni antigen, ki se izraža na površini te celice. Če je »lastni« signal prisoten hkrati z virusnim, celica ubijalka povzroči smrt okužene celice, sicer (v primeru da so limfociti vbrizgani v drugo miš) pa ne reagira in do imunskega odziva ne pride.
Po doktoratu je kratek čas deloval na Scrippsovem raziskovalnem inštitutu v La Jolli (Kalifornija, ZDA), nato pa se je leta 1979 vrnil v Švico, kjer je postal izredni profesor na Univerzi v Zürichu. Tu je nadaljeval z raziskavami celic ubijalk in do leta 1988 napredoval do rednega profesorja ter vodje univerzitetnega Inštituta za eksperimentalno imunologijo. Kot strokovnjak za imunologijo je bil leta 1999 imenovan v upravni odbor farmacevtskega podjetja Novartis, med letoma 2000 in 2003 pa je bil tudi v upravnem odboru podjetja Cytos Biotechnology.

## Priznanja
Za odkritja nekaterih ključnih mehanizmov delovanja imunskega sistema sta z Dohertyjem prejela več nagrad, med njimi leta 1995 Laskerjevo nagrado za temeljne medicinske raziskave in leto kasneje še Nobelovo nagrado za fiziologijo ali medicino. Poleg tega sta bila povišana v Red Avstralije.
Zinkernakel je bil izvoljen tudi za člana več akademskih ustanov, med njimi Nacionalne akademije znanosti ZDA in Ruske akademije znanosti.